# Agriornis
Agriornis és un gènere d'ocells de la família dels tirànids (Tyrannidae) i l'ordre dels passeriformes que habita en zones de matoll i pastures de l'oest i sud d'Amèrica del Sud, des del sud de Colòmbia fins a la part meridional de l'Argentina i Xile. El seu nom en anglès, "shrike-tyrants" (tirans botxins) fa referència a una certa semblança amb els lànids que és purament aparent. Són moixons relativament grans, de colors modests, marró o grisenc.

## Taxonomia
Segons la classificació del Congrés Ornitològic Internacional (versió 2.4, 2010), aquest gènere conté 5 espècies:
- Agriornis montanus - gautxo becnegre.[3]
- Agriornis albicauda - gautxo cuablanc.[4]
- Agriornis lividus - gautxo gros.[5]
- Agriornis micropterus - gautxo ventregrís.[6]
- Agriornis murinus - gautxo menut.[7]